# Бадді Маккей
Кеннет Гуд «Бадді» Маккей-молодший (англ. Kenneth Hood "Buddy" MacKay, Jr.; нар. 22 березня 1933, Окала, Флорида) — американський політик-демократ. 42-й губернатор штату Флорида з 1998 по 1999 рр. З 1983 по 1989 рр. він представляв свій штат у Палаті представників.
Маккей навчався в Університеті Флориди, де у 1961 р. здобув ступінь з права. З 1955 по 1958 рр. служив у ВПС США, має звання капітана. У 1968 р. він був обраний до Палати представників Флориди, з 1975 по 1980 рр. працював у Сенаті штату. З 1991 по 1998 рр. — віце-губернатор Флориди.
Одружений, має чотирьох дітей.